# Ои (Канагава)
Ои (яп. 大井町 О:и-мати) — посёлок в Японии, находящийся в уезде Асигараками префектуры Канагава. Площадь посёлка составляет 14,41 км², население — 17 283 человека (1 августа 2014), плотность населения — 1199,38 чел./км².

## Географическое положение
Посёлок расположен на острове Хонсю в префектуре Канагава региона Канто. С ним граничат города Одавара, Хадано и посёлки Накаи, Мацуда, Кайсей.

## Население
Население посёлка составляет 17 283 человека (1 августа 2014), а плотность — 1199,38 чел./км². Изменение численности населения с 1980 по 2005 годы:
| 1980 | 12 832 чел. |  |
| 1985 | 14 006 чел. |  |
| 1990 | 14 895 чел. |  |
| 1995 | 15 599 чел. |  |
| 2000 | 16 582 чел. |  |
| 2005 | 17 530 чел. |  |

## Символика
Деревом посёлка считается Osmanthus fragrans, цветком — нарцисс, птицей — Zosterops japonicus.